# روکن
روکن (به آلمانی: Röcken) یک منطقهٔ مسکونی در آلمان است که در لوتسن واقع شده‌است. و این شهر زادگاه فیلسوف نامدار آلمانی فردریش نیچه است. روکن ۶۱۰ نفر جمعیت دارد.